# 和歌山中学漕艇部遭難事故
和歌山中学漕艇部遭難事故（わかやまちゅうがくそうていぶそうなんじこ）とは、1940年（昭和15年）3月16日に和歌山県名草郡紀三井寺町（現・和歌山市）で発生した遭難（海難）事故である。

## 事故の概要
旧制和歌山県立和歌山中学校漕艇部の新人部員8人が、春季試験が終わった翌日の3月16日午前9時頃に、片男波にある和歌山中学校の艇庫より6名乗りボートの「明光号」で学校側へ無届出のまま出艇した。
当初はボートの経験豊かな漕艇部のOBも参加予定だったが、用事が入って不参加となり、経験の浅い新人が定員をオーバーして乗り組むこととなった。出艇後に遭難し、8人全員が死亡（行方不明含む）した。
当日の和歌山沖海は強い西風が吹き、水面には白波が立つような悪天候であった。部員を乗せたボートは片男波を出た後、和歌浦を横切り、普段から練習場に使っている紀ノ川あたりへ向う途中で、強風のため沖に流されて沈没したと推測されている。
事故発生の翌3月17日深夜頃に、紀三井寺町の浜ノ宮海水浴場沖で淡緑色のボートが転覆したまま漂着しているのを住民が発見し、すぐに和歌山中の明光号と判明した。同日より付近一帯が大捜索されたが、潮の流れが強く、翌日1遺体のみが収容されただけで全員の遺体は発見できなかった。

## 事故後
事故後、翌年2月に片男波海岸に慰霊碑が建立された。碑には、「自がわざを磨けとひびく浦波に籠もりて八つの魂眠る」という短歌が刻まれている。
また2005年（平成17年）には、声楽家・天勝龍輝により歌われた追悼歌「友よ静かに眠れ」のCDが発売された。